# Victoria Draves
Victoria Draves, (São Francisco, 31 de dezembro de 1924) é uma ex-saltadora estadunidense que competiu em provas de saltos ornamentais por seu país. 
Filha de uma inglesa e um filipino, casou-se com seu treinador, Lyle Draves. Profissionalmente, conquistou duas medalhas olímpicas, ambas na mesma edição, em Londres 1948, nos dois aparelhos individuais: a plataforma de 10 m e o trampolim de 3 m. Após a edição londrina, passou a se apresentar em shows, incluindo o Buster Crabbe’s Aqua Parade.